# Edward Kalisz
Edward Kalisz (ur. 10 października 1951 w Jaśle, zm. 28 listopada 2017 we Wrocławiu) – polski aktor, reżyser, pedagog i animator kultury.

## Życiorys
Urodził się i dorastał w Jaśle, gdzie uczęszczał do miejscowej Szkoły Podstawowej nr 2 im. Marii Konopnickiej. Już będąc kilkuletnim dzieckiem recytował wiersze. Jako nastolatek występował publicznie, śpiewał i grał na gitarze w grupie big bitowej „Winigamy”, działającej w Zakładowym Domu Kultury „Chemik” Zakładów Tworzyw Sztucznych „Gamrat”. W 1968 ukończył Liceum Ogólnokształcące im. Marii Skłodowskiej-Curie w Kołaczycach, gdzie w wieku 15 lat występował na scenie Powiatowego Domu Kultury w przedstawieniu Powrót posła Juliana Ursyna Niemcewicza. Jego nauczycielka języka polskiego prowadząca kółko dramatyczne Teresa Kopacz wysłała go na obóz przygotowawczy do PWST w Krakowie. Przez rok pracował w „Gamracie”. Następnie podjął studia w PWST w Krakowie, a w 1977 ukończył na Wydziale Lalkarskim w Filii we Wrocławiu. Podczas edukacji był na półrocznym stażu u Jerzego Grotowskiego w Teatrze Laboratorium.  
W latach 1977–1978 występował w Teatrze Dramatycznym w Białymstoku, w tym w roli Żoro w Owcy Stanisława Stratijewa (1978) w reż. Wandy Laskowskiej. W latach 1978–1985 za dyrekcji Aliny Obidniak był związany z Teatrem im. Cypriana Kamila Norwida w Jeleniej Górze. Występował i reżyserował także w Teatrze Dramatycznym w Legnicy (1994) oraz w teatrach wrocławskich: Ośrodku Teatru Otwartego „Kalambur” (1987–1993), Kompania Fredrowska (1999, 2002), Małym (2005–2015), Komedia (2008) i Wrocławskim Teatrze Lalek (2013). W latach 1991–1997 związał się z Teatrem Muzycznym – Operetką Wrocławską. Od 2011 był aktorem Wrocławskiego Teatru Współczesnego. 
Był pomysłodawcą i założycielem autorskiej klasy z programem teatralnym w XVII LO we Wrocławiu. W życiu trzymał się zasady, że „człowiek jest wart tyle, ile jest w stanie dać drugiemu człowiekowi”.
Zmarł 28 listopada 2017 we Wrocławiu w wieku 66 lat. Pochowany został na Cmentarzu Grabiszyńskim we Wrocławiu.

## Filmografia
- 2002–2010: Samo życie jako sołtys wsi Wiatki Duże
- 2003: Fala zbrodni jako sędzia
- 2004: Świat według Kiepskich jako Czesio
- 2004: W dół kolorowym wzgórzem jako Maciek
- 2004–2017: Pierwsza miłość jako kominiarz / ksiądz
- 2005: Fala zbrodni jako Roman Brzoza
- 2005–2006: Warto kochać jako Szczepan
- 2006: Fundacja jako prezes sądu
- 2006: Fala zbrodni jako Kazimierczak, doradca ministra Olbrycha
- 2007: Biuro kryminalne jako Wacław Janowski
- 2008: Czas honoru jako pułkownik „Skrzynecki”
- 2009: Generał – zamach na Gibraltarze jako aktor
- 2011: Głęboka woda jako sąsiad
- 2011, 2012: Galeria jako mecenas Sandrowski
- 2012: Ostatnie piętro
- 2013: Prawo Agaty jako Tadeusz Wiśniewski
- 2015: Świat według Kiepskich jako Pudlewicz
- 2016–2017: Sprawiedliwi – Wydział Kryminalny jako Tadeusz Nadzieja, sąsiad komisarza Adama Stasiaka
- 2017: Wojenne dziewczyny jako ksiądz
- 2017: Belfer 2 jako starszy mężczyzna
- 2018: Nina jako ojciec Niny

## Nagrody
- 1981: Wrocław – Brązowa Iglica
- 1983: Wrocław – Srebrna Iglica
- 1984: Wrocław – Srebrna Iglica